# Sân bay Federico Fellini
Sân bay Federico Fellini (tiếng Ý: Aeroporto di Federico Fellini) (mã sân bay IATA: RMI, mã sân bay ICAO: LIPR) là một sân bay nằm tại Miramare, 5 km về phía đông nam của Rimini, Ý và 16 km so với Thành phố San Marino, Cộng hòa San Marino. Sân bay được đặt theo tên nhà làm phim người Ý Federico Fellini. Nó còn được gọi là Sân bay Rimini-Miramare. Sân bay nằm ở độ cao trung bình 41 foot (12 m) trên mực nước biển. Nó có một đường băng 13/31 với một bề mặt nhựa đường đo 2.996 m x 45 mét (9829 × 148 ft). 
Sân bay này có trụ sở chính của Air Vallée. 

## Hãng hàng không và tuyến bay
| Hãng hàng không  | Các điểm đến                           |
| ---------------- | -------------------------------------- |
| Aeroflot         | Theo mùa: Saint Petersburg             |
| Albawings        | Tirana                                 |
| Finnair          | Theo mùa: Helsinki                     |
| Luxair           | Theo mùa: Luxembourg                   |
| Rossiya          | Mơscow-Vnukovo                         |
| Ryanair          | Kaunas, London-Stansted, Warsaw Modlin |
| Ural Airlines    | Moscow-Domodedovo                      |
| Yakutia Airlines | Thuê chuyến: Krasnodar                 |